# Henri de Bourbon-Verneuil
Pour les articles homonymes, voir Verneuil.
Henri de Bourbon, duc de Verneuil (4 novembre 1601 - 28 mai 1682), est un fils naturel du roi Henri IV et de sa maîtresse Catherine-Henriette de Balzac d'Entragues, marquise de Verneuil.
C'est un demi-frère de Louis XIII, né la même année que lui, et un oncle du roi Louis XIV.

## Biographie
Henri de Bourbon-Verneuil est né le 4 novembre 1601. Il fut légitimé en 1603. Sa mère monta avec sa famille une conspiration contre Henri IV pour faire reconnaître son fils comme héritier du trône de France (Henri IV ayant signé une promesse de mariage à Catherine avant de se marier avec Marie de Médicis), mais la conspiration échoua. Bien que Catherine ait réussi à sauver sa tête et celle des membres de sa famille qui l'avaient aidée, le petit Henri ne parut à la Cour qu'en 1607, date à laquelle la marquise de Verneuil put y reparaître.
À l'âge de 5 ans, il est nommé abbé commendataire de la Sainte-Trinité de Tiron, où il fondera en 1630, avec l'aide de la congrégation de Saint-Maur, le collège royal, futur collège royal et militaire de 1776 sous le règne de Louis XVI.
Le siège d'évêque de Metz lui avait été réservé dès son plus jeune âge. Il lui fut refusé par le pape à la mort de Charles de Lorraine (1607).
Le cardinal Anne de Pérusse des Cars de Givry fut alors désigné à cette place avec l'objectif que celui-ci démissionne quand Henri atteindrait sa majorité.
Il obtint le bénéfice de l'expectative, une procédure du droit canon qui permettait au pape d'accorder un titre non encore vacant, et une pension de 10 000 livres.
Le roi fut assassiné en 1610, la régence échut à la reine Marie de Médicis et le cardinal de Givry mourut en 1612. Il obtint cette charge d'évêque, bien qu'il ne fût pas ecclésiastique et qu'il ne fût encore qu'un enfant de 11 ans, grâce à une dispense du pape Paul V accordé à la demande de son demi-frère le roi. Il fut aussi abbé de Saint-Germain-des-Prés.
Il étudia à Paris au collège de Clermont. L'évêché fut administré par le chapitre jusqu'à sa majorité puis par le suffragant Pierre Bédacier ou le princier Claude Bruillard de Coursan. Henri de Bourbon n'a pas été ordonné prêtre et ne s'est jamais rendu à Metz.
Il démissionna en 1652 de sa charge d'évêque en faveur de Jules Mazarin. Cette opération ne fut pas reconnue par le pape Innocent X et il fut déclaré démissionnaire en 1659.
Il fut fait chevalier de l'ordre du Saint-Esprit le 31 décembre 1661, puis duc de Verneuil et pair de France en 1663. En 1665, on l'envoya comme ambassadeur extraordinaire en Angleterre et il obtint en 1666 la charge de gouverneur du Languedoc.
Le 29 octobre 1668, il épousa Charlotte Séguier de Villemor (1622-1704), fille du chancelier Pierre Séguier et veuve de Maximilien III de Béthune, duc de Sully (petit-fils du grand Sully).
Il mourut sans postérité au château de Verneuil-en-Halatte (Oise), à l'âge de 80 ans, et fut inhumé au Carmel de Pontoise.
Peu avant son décès, il fit rédiger un testament qui faisait de Gaspard III de Fieubet, parlementaire parisien et chancelier de la reine, son légataire universel. Cette décision est moins surprenante qu'il n'y paraît. En fait, il avait déjà disposé de l'essentiel de ses biens et il s'agissait surtout d'éviter d'éventuelles réclamations de collatéraux. Fieubet rétrocèda cet héritage à la veuve du duc de Verneuil, Charlotte Séguier, dès septembre 1684.

## Postérité
- Bourbon-Verneuil constitue une clef du roman autobiographique Le Page disgracié de Tristan L'Hermite publié en 1643.
- La rue de Verneuil à Paris lui est dédiée.